# IFLRY
International Federation of Liberal Youth (ILFRY) – międzynarodowa organizacja polityczna zrzeszająca liberalne stowarzyszenia młodzieżowe działające na całym świecie.
W Polsce członkami IFLRY są Młodzi .Nowocześni oraz Projekt: Polska.